# NGC 2265
NGC 2265 est un groupe d'étoiles situé dans la constellation des Gémeaux. L'astronome britannique John Herschel a enregistré la position de ce groupe d'étoiles le 23 janvier 1832.